# James Barton
Pour les articles homonymes, voir Barton.
James (Edward) Barton, né le 1er novembre 1890 à Gloucester City (New Jersey) et mort le 19 février 1962 à Mineola (Long Island, État de New York), est un acteur, chanteur et danseur américain.

## Biographie

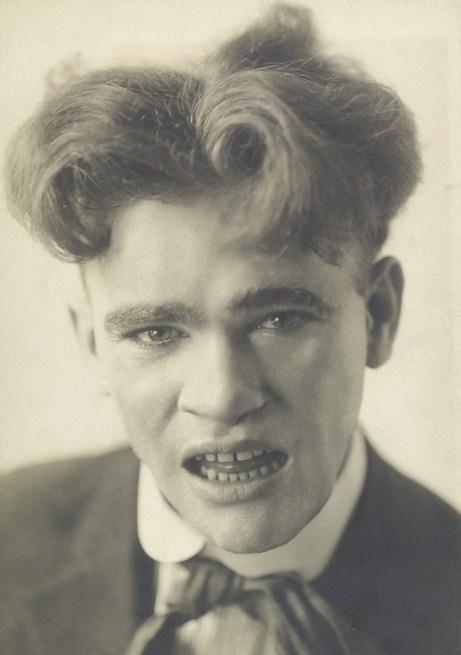
Dans les années 1920

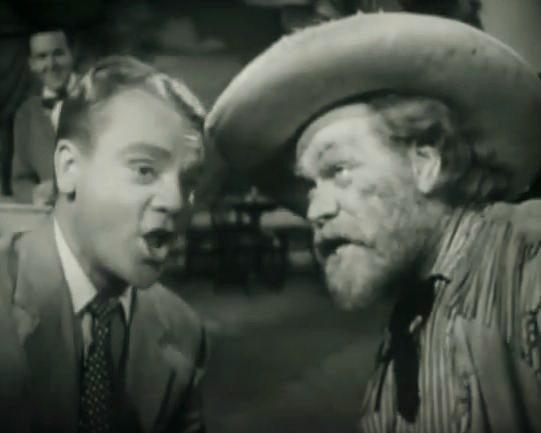
Avec James Cagney (à g.), dans Le Bar aux illusions (1948)

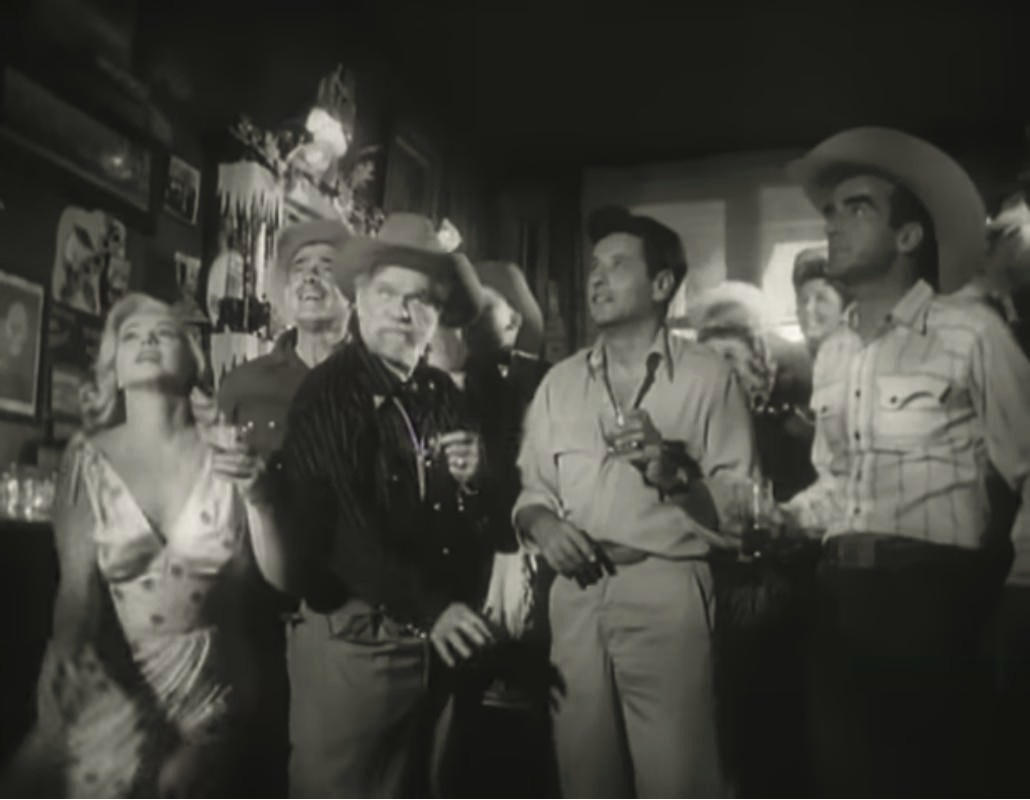
Marilyn Monroe, Clark Gable, James Barton, Eli Wallach et Montgomery Clift (de g. à d.), dans Les Désaxés (1961)

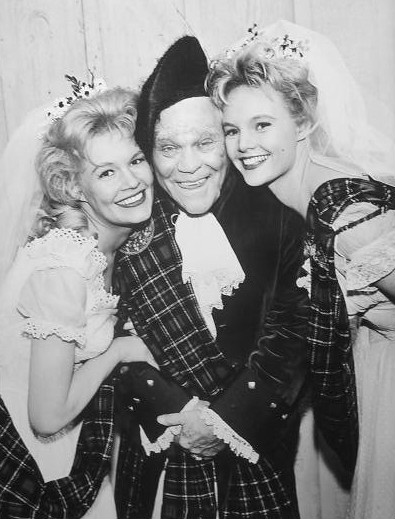
Dans la série Frontier Circus, épisode The Clan MacDuff (1962)

James Barton débute au théâtre, où il s'illustre entre autres dans le répertoire du vaudeville. Il joue notamment à Broadway (New York) entre 1919 et 1957, dans des revues, comédies musicales, opérettes et pièces, dont No Foolin’ (revue produite par Florenz Ziegfeld, 1926, avec Paulette Goddard et Charles King), Le marchand de glace est passé d'Eugene O'Neill (pièce, 1946-1947, avec Jeanne Cagney et Russell Collins), ou encore La Kermesse de l'Ouest (comédie musicale sur une musique de Frederick Loewe, 1951-1952, avec Olga San Juan et James Mitchell).
Au cinéma, il contribue à vingt-trois films américains, le premier (son unique muet) étant Why Women Remarry de John Gorman (1923, avec Milton Sills et Ethel Grey Terry) ; le dernier est Les Désaxés de John Huston (1961, avec Clark Gable et Marilyn Monroe).
Entretemps, mentionnons les westerns Le Retour du proscrit d'Henry Hathaway (1941, avec John Wayne et Betty Field) et La Ville abandonnée de William A. Wellman (1948, avec Gregory Peck et Richard Widmark), ainsi que le film musical Si l'on mariait papa de Frank Capra (1951, avec Bing Crosby et Jane Wyman).
À la télévision américaine, James Barton apparaît dans dix-sept séries dès 1952, dont L'Homme à la carabine (un épisode, 1959), Naked City (trois épisodes, 1959-1961) et Aventures dans les îles (un épisode, 1961).
Sa dernière série est Frontier Circus (en), avec un épisode diffusé le 26 avril 1962, à peine plus de deux mois après sa mort à 71 ans, d'une crise cardiaque.

## Théâtre à Broadway (intégrale)
- 1919-1920 : The Passing Show of 1919, revue, musique de Jean Schwartz, lyrics et livret d'Harold Atteridge (en)
- 1921 : La Dernière Valse (en) (The Last Waltz), opérette, musique d'Oscar Straus, livret original de Julius Brammer et Alfred Grünwald, adaptation d'Harold Atteridge (en) et Edward Delaney Dunn : Mat Maltby
- 1922 : The Rose of Stamboul (en), opérette, musique de Leo Fall et Sigmund Romberg (additionnelle), livret original de Julius Brammer et Alfred Grünwald, adaptation d'Harold Atteridge (en), costumes de Charles Le Maire : Bob
- 1923 : Dew Drop Inn (en), comédie musicale, musique d'Alfred Goodman (en), lyrics de Cyrus Wood, livret de Walter DeLeon et Edward Delaney Dunn : Ananias Washington
- 1924 : The Passing Show of 1924, revue, musique de Sigmund Romberg et Jean Schwartz, lyrics et livret d'Harold Atteridge (en)
- 1926 : No Foolin', revue produite par Florenz Ziegfeld, musique de Rudolf Friml, lyrics de Gene Buck (en), Irving Caesar et Ballard MacDonald (en), livret de J. P. McEvoy (en) et James Barton
- 1930-1931 : Sweet and Low, revue, musique et lyrics de divers, livret de David Friedman, chorégraphie de Danny Dare et Busby Berkeley
- 1934 : La Route du tabac (en) (Tobacco Road), adaptation par Jack Kirkland (en) du roman éponyme d'Erskine Caldwell : Jeeter Lester[1]
- 1943 : Bright Lights of 1944 (en), revue, musique de Jerry Livingston, lyrics de Mack David, livret de Norman Anthony, Charles Sherman et Joseph Ehrens
- 1946-1947 : Le marchand de glace est passé (The Iceman Cometh) d'Eugene O'Neill : Theodore Hickman
- 1951-1952 : La Kermesse de l'Ouest (Paint your Wagon), comédie musicale, musique de Frederick Loewe, lyrics et livret d'Alan Jay Lerner, mise en scène de Daniel Mann, chorégraphie d'Agnes de Mille, décors d'Oliver Smith : Ben Rumson[2]
- 1957 : The Sin of Pat Muldoon de John McLiam, costumes d'Anna Hill Johnstone : Pat Muldoon

## Filmographie partielle

### Cinéma
- 1923 : Why Women Remarry de John Gorman : Don Compton
- 1929 : It Happened to Him de Joseph Santley (court métrage)
- 1935 : Captain Hurricane (en) de John S. Robertson : Capitaine Zenas Henry Brewster
- 1936 : Back to Nature de James Tinling
- 1941 : Le Retour du proscrit (The Shepherd of the Hills) d'Henry Hathaway : Grant Matthews « Matt » Sr.
- 1948 : Le Bar aux illusions (The Time of Your Life) d'H. C. Potter : Kit Carson
- 1948 : La Ville abandonnée (Yellow Sky) de William A. Wellman : le grand-père
- 1950 : La Rue de la gaieté (Wabash Avenue) d'Henry Koster : Harrigan
- 1950 : Les Filles à papa (The Daughter of Rosie O'Grady) : Dennis O'Grady
- 1951 : Si l'on mariait papa (Here Comes the Groom) de Frank Capra : William « Pa » Jones
- 1951 : Le Foulard (The Scarf) d'Ewald André Dupont : Ezra Thompson
- 1951 : Une fille en or (Golden Girl) de Lloyd Bacon : John Crabtree
- 1956 : Les Collines nues (The Naked Hills) de Josef Shaftel (en) : « Jimmo » McCann
- 1957 : Quantez (Quantez, leur dernier repaire) d'Harry Keller : Minstrel
- 1961 : Les Désaxés (The Misfits) de John Huston : le vieil homme

### Télévision
(séries)
- 1959 : L'Homme à la carabine (The Rifleman)
  - Saison 2, épisode 11 The Legacy de Bernard L. Kowalski : Matt « Pop » Simmons
- 1959-1961 : Naked City
  - Saison 1, épisode 18 Goodbye My Lady Love (1959 - Matty) de John Brahm et épisode 34 A Little Piece of the Action (1959 - Bo Giles) de Stuart Rosenberg
  - Saison 3, épisode 12 Bridge Party (1961) de William Conrad : Tom Dobbins
- 1961 : Aventures dans les îles (Adventures in Paradise)
  - Saison 2, épisode 30 La Colline des fantômes (Hill of Ghosts) de Robert Florey : Rocky
- 1962 : Frontier Circus (en)
  - Saison unique, épisode 23 The Clan MacDuff de Charles F. Haas : Angus MacDuff